# Allianz
Pour les articles homonymes, voir Allianz (art) et Allianz (stade).

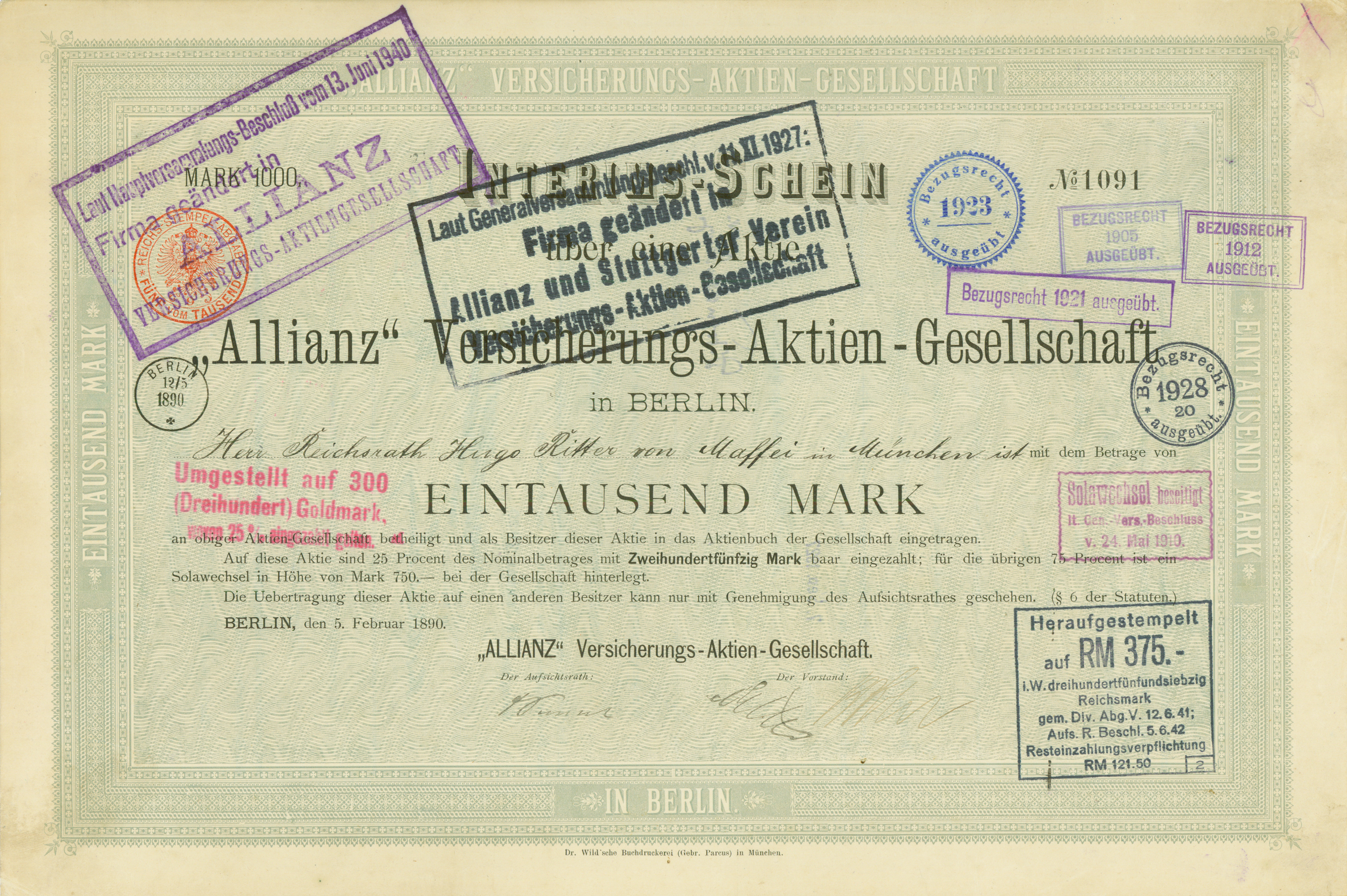
Action de l'Allianz Versicherungs-AG en date du 5 fevrier 1890

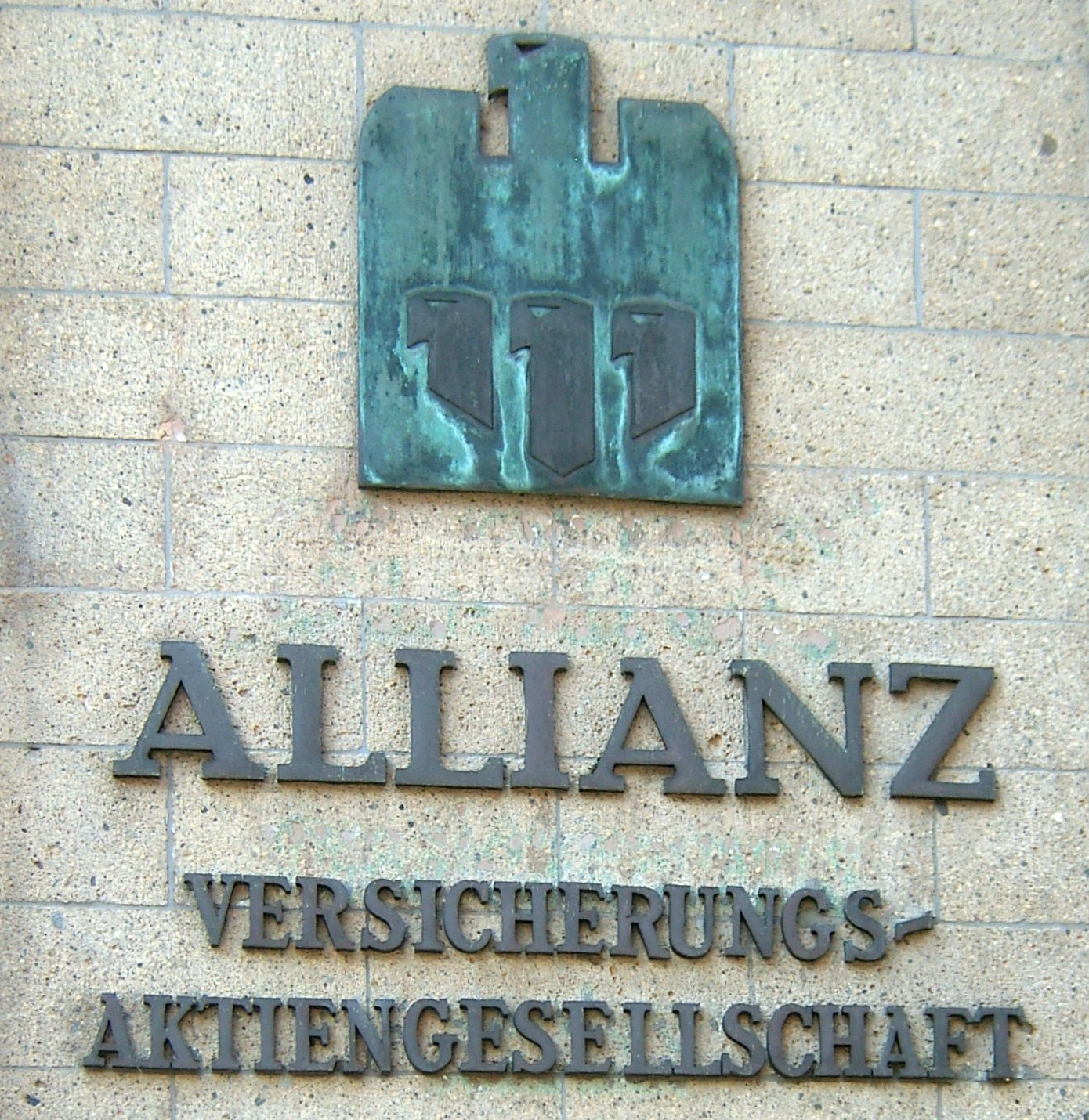
Le logo original de l'entreprise

Allianz SE, (prononcé : /aliˈants/, ) est un groupe d'assurances allemand créé en 1890 à Berlin. Il est le troisième assureur et le huitième gestionnaire d'actifs au monde.
Le groupe est diversifié entre l'assurance-dommage et l'assurance-vie, et est actif en Allemagne, en Suisse, en France et en Italie. Le groupe utilise également son réseau d'agents d'assurance pour vendre des produits bancaires.
En février 2007, Allianz acquiert 100 % du capital d'AGF. Le groupe est l'ancien propriétaire de la Dresdner Bank en Allemagne, cédée à Commerzbank en septembre 2008 pour 9,8 MM €.

## Histoire

### Création d'Allianz et premiers développements
À l'été 1890, le directeur de Munich Re (Münchener Rückversicherungs-Gesellschaft), Carl von Thieme (1844-1924) et le banquier munichois Wilhelm Finck (1848-1924) décident de s'associer pour lancer une compagnie d'assurances. Les deux hommes avaient remarqué une augmentation des risques liés aux activités de l'ère industrielle durant les quinze dernières années du fait de la Grande Dépression. La nouvelle compagnie, au capital de 4 millions de marks, fut nommée Allianz Versicherungs-Aktiengesellschaft et les statuts signés à Munich en Allemagne, mais le siège fut établi à Berlin, dans la capitale. Offrant au départ des services d'assurances pour le transport et les risques d'accidents, Allianz développa rapidement une offre de couverture incendie.
Le logo est alors composé de l'aigle du reich (Reichsadler), de l'enfant munichois (Münchner Kindl), et de l'ours de Berlin.
Paul von der Nahmer devient le deuxième dirigeant à partir de 1904 et renforce considérablement les activités internationales. Dès 1913, 20 % des revenus proviennent de l'étranger, principalement par ses bureaux londoniens spécialisés dans la protection des risques financiers. Mais les conséquences de la Première Guerre mondiale restreignent dans un premier temps le développement international d'Allianz.
Durant les années 1920, Kurt Schmitt, directeur général, lance une série d'acquisitions : la Bayerische Versicherungsbank, puis la Stuttgarter Verein fusionnèrent avec Allianz. Durant l'été 1929, la Favag (Frankfurter Allgemeine Versicherungs AG (de)), leader allemand du marché de l'assurance, fait faillite après avoir maquillé ses comptes pendant plusieurs années : le scandale est énorme et Allianz se porte acquéreur des actifs. En 1932, Allianz ouvre un centre de test de résistance des matériaux, l'actuel Centre Allianz pour la Technologie, entièrement consacré à la recherche sur les dommages.

### Allianz sous le nazisme
L'arrivée du Parti national-socialiste des travailleurs allemands au pouvoir en octobre 1932 conduit la direction d'Allianz à participer à la mise en place du nouveau régime. Comme dans la plupart des grandes entreprises allemandes, les délégués du personnel furent remplacés par des membres du parti nazi et les salariés de confession juive furent licenciés. Hauts dirigeants d'Allianz dès 1930, Kurt Schmitt et Eduard Hilgard s'impliquèrent tout spécialement dans la montée au pouvoir du parti, soutenant par exemple Hermann Göring. Schmitt fut par la suite nommé ministre de l'économie de 1933 à 1935 ; il aimait beaucoup poser en uniforme nazi. Hilgard, lui, dirigea le Reichsgruppe Versicherungen (association au sein du Reich des assureurs privés).
Au lendemain de la Nuit de Cristal, Hilgard, en tant que directeur d'Allianz, se retrouve face à un dilemme : soit rembourser des clients juifs victimes des dégâts commis par les nazis (200 synagogues incendiées, 7 500 magasins détruits par les Sturmabteilung), soit refuser de les indemniser, dans la mesure où l'État couvrait ces crimes. Durant la période qui vit peu à peu la disparition des juifs allemands et étrangers (exil, déportation), Allianz se refusa à payer les indemnités dues au titre de l'assurance-vie ; elle s'associa, au contraire, à la Solution finale : ainsi, Allianz fut l'assureur de la plupart des entreprises SS, et donc de l’État nazi, installées dans les camps de concentration et d'extermination,.
L'annexion de la Pologne par l'Allemagne nazie en 1939 conduisit à une intensification des besoins d'assurance des risques liés à la guerre dans des secteurs en croissance comme la marine, la construction, l'assurance-vie et incendie des secteurs industriels.
Mais les ravages de la guerre furent tels qu'il devint très difficile pour Allianz de continuer ses opérations : elle vit peu à peu son patrimoine immobilier détruit, et à la fin de la guerre, la majorité des avoirs d'Allianz étaient également anéantis[réf. nécessaire].

### Les compensations après 1945
Après le 8 mai 1945, une série de lois votées par les Alliés obligèrent l'Allemagne à indemniser les personnes victimes des confiscations et spoliations orchestrées sous le régime nazi. À partir de 1993, Allianz, à l'instar de la plupart des grosses entreprises allemandes impliquées sous le nazisme, ouvre ses archives et pratique une politique de transparence en confiant à des historiens indépendants le soin d'en rédiger les pages, dont le cabinet d'audit Arthur Andersen. Une ligne téléphonique est également ouverte en Europe, aux États-Unis et en Israël pour permettre aux victimes ou à leurs descendants de faire valoir leurs droits. En 1997, Henning Schulte-Noelle, alors président d'Allianz, prit finalement la décision d'ouvrir librement les archives en demandant à Gerald D. Feldman, historien de l'Université de Berkeley de mener un vaste projet sur les activités d'Allianz durant la Seconde Guerre mondiale. Ces recherches entraînèrent de nouvelles réclamations de victimes du nazisme et de leurs descendants. En 1997, Serge Klarsfeld, président de l'association Fils et filles de déportés juifs de France (FFDJF), appelle au boycott de la compagnie d'assurances après que le journal Der Spiegel révéla qu'Allianz fournissait des polices d'assurance à plusieurs camps de concentration nazis, dont celui d'Auschwitz.
En 1998, Allianz rejoint un groupe d'industriels allemands, qui, sous l'impulsion de Gerhard Schröder, décide d'indemniser les victimes des années de guerre, et devient membre de l'International Commission on Holocaust Era Insurance Claims. La société déclara alors avoir rapidement payé les demandes qu'elle estimait justifiées, ce qui fut contesté par la suite[réf. nécessaire].

### La reconstruction
Les activités reprirent lentement après la guerre et ce n'est qu'à la fin des années 1950 qu'un bureau parisien fut inauguré et, dans les années 1960, une filiale ouvrit en Italie. Pendant les années 1970, Allianz ouvre des filiales au Royaume-Uni, aux Pays-Bas, en Espagne, au Brésil et aux États-Unis. Avec la prise de contrôle de Cornhill Insurance PLC, Londres, et une prise de participation dans la Riunione Adriatica di Sicurt' (RAS, Milan), Allianz renforça sa présence en Europe du Sud et de l'Ouest dans les années 1980.

### Depuis 1990: un développement axé à l'international

La présence internationale d'Allianz (2009)

Les années 1990 et 2000 furent dominées par les activités internationales. La Hongrie fut le premier des 8 pays d'une expansion en Europe de l'Est. En 1990, Allianz fait l'acquisition de l'américain Fireman's Fund Insurance Company pour 3,3 milliards de dollars. 
En 1998, après un bras de fer avec l’Italien Generali, le groupe Allianz acquiert 58 % du capital de l’assureur français AGF.  La fin des années 1990 fut aussi le début de rapprochements et d'acquisitions en Chine et en Corée du Sud.
En novembre 2000, Allianz fut introduite au NYSE (New-York Stock Exchange) puis en est sortie en 2008.
En 2001, Allianz acquit Dresdner Bank pour la revendre à Commerzbank (avec une prise de participation dans l'acquéreur) sept ans plus tard avec une forte dépréciation. 
C'est en 2006 que le groupe devint la première entreprise à adopter le statut de Societas Europaea.
En 2007, le groupe Allianz lance une OPA sur le groupe AGF et rachète l’intégralité de ses actions. AGF devient sa filiale à 100 %. En 2009, AGF prend le nom d’Allianz. L'acquisition d'AGF permet également à Allianz de mettre un pied en Afrique, particulièrement au Maghreb et en Afrique de l'est.
En avril 2016, Anbang annonce l'acquisition des activités d'assurances d'Allianz en Corée du Sud. En août 2017, Allianz annonce la création d'une co-entreprise, avec Liverpool Victoria, une entreprise mutualiste britannique, contre le versement par Allianz de 500 millions de livres. Cette coentreprise sera vouée à l'assurance risque sur le marché britannique. En novembre 2017, Allianz annonce acquérir les participations qu'il ne détient pas dans Euler Hermes pour 1,85 milliard d'euros, après avoir acquis peu de temps avant une participation de 11 % dans Euler Hermes, qui a fait monter sa participation à 74,3 %. En avril 2018, elle rachète les parts minoritaires d'Euler Hermes et est désormais unique propriétaire.
En mai 2019, Allianz annonce l'acquisition d'une participation de 51 % dans LV GIG pour 578 millions de livres, ainsi que des activités d'assurance dommage de Legal & General pour  242 millions d'euros. En août 2019, Allianz annonce l'acquisition des activités d'assurance dégâts de Sul America, pour 734 millions de dollars.
En décembre 2020, Westpac vend ses activités d'assurances, incluant un partenariat de distribution d'assurance, à Allianz pour 535 millions de dollars américains.
En mars 2021, Aviva annonce la vente de ses activités polonaises à Allianz pour 2,5 milliards d'euros.

## Direction
Depuis le 7 mai 2015, Oliver Bäte est le PDG ; depuis le 9 mai 2012 Helmut Perlet est président du conseil d'administration et président du Conseil de Surveillance.
Depuis 2005, les rémunérations du Directoire et du Conseil de Surveillance font l'objet d'un rapport individuel et sont publiées avec le rapport annuel.

### PDG
| Période     | Nom                             |
| ----------- | ------------------------------- |
| 1890–1904   | Carl von Thieme (1844–1924)     |
| 1904–1921   | Paul von der Nahmer (1858–1921) |
| 1921–1933   | Kurt Schmitt (1886–1950)        |
| 1933–1948   | Hans Heß (1881–1957)            |
| 1948–1961   | Hans Goudefroy (1900–1961)      |
| 1962–1971   | Alfred Haase (1903–1972)        |
| 1971–1991   | Wolfgang Schieren (1927–1996)   |
| 1991–2003   | Henning Schulte-Noelle (* 1942) |
| 2003–2015   | Michael Diekmann (* 1954)       |
| depuis 2015 | Oliver Bäte (* 1965)            |

## Actionnariat
Au 28 janvier 2020 :
| Norges Bank Investment Management               | 2,98% |
| The Vanguard Group                              | 2,88% |
| DWS Investment                                  | 2,54% |
| BNP Paribas Asset Management France             | 1,42% |
| DWS Investments                                 | 1,37% |
| Deka Investment GmbH                            | 1,24% |
| BlackRock Asset Management Deutschland          | 1,14% |
| Harris Associates                               | 1,13% |
| Amundi Asset Management (Investment Management) | 1,10% |
| FIL Investment Advisors                         | 0,99% |

## Lobbying

### Auprès des institutions de l'Union européenne
Allianz est inscrit depuis 2009 au registre de transparence des représentants d'intérêts auprès de la Commission européenne, et déclare en 2018 pour cette activité des dépenses annuelles d'un montant compris entre 1 000 000 et 1 250 000 euros.

### En France
En France, la FSIF, le cabinet de conseils Tilder et l'association Af2i déclarent à la Haute Autorité pour la transparence de la vie publique exercer des activités de lobbying pour le compte d'Allianz,,.

## Controverses
Le 22 décembre 2014, le régulateur des assurances inflige au groupe Allianz une amende de 50 millions d'euros, assortie d'un blâme, en lui reprochant « trop de laxisme pour retrouver les ayants droit de contrats d'assurance-vie non réclamés ». C'est la sanction la plus lourde jamais infligée par le régulateur des assurances. L'assureur réagit à cette amende : « cette décision ne reflète pas l'engagement fort d'Allianz depuis la loi de décembre 2007 en termes de moyens financiers et humains dédiés à l'identification des décès et à la recherche des bénéficiaires, ni les résultats significatifs obtenus ».

## Sponsoring sportif
- Naming du stade allemand de Munich, l'Allianz Arena
- Naming du stade américain de Saint Paul, l'Allianz Field
- Naming du stade brésilien de São Paulo, l'Allianz Parque
- Naming du stade français de Nice, l'Allianz Riviera
- Naming du stade autrichien de Vienne, l'Allianz Stadion
- Naming du stade anglais de Londres, l'Allianz Park
- Naming du stade italien de Turin, l'Allianz Stadium
- Naming du stade australien de Sydney, l'Allianz Stadium

## Annexe